# Armand Marsick
Pour les articles homonymes, voir Marsick.
Armand Marsick est un compositeur belge, né le 20 septembre 1877 à Liège et mort le 30 avril 1959  à Haine-Saint-Paul.

## Préambule
Noël 1956, ses petits enfants ont écrit à Armand Marsick pour l’inviter à écrire ses mémoires ; il va s’exécuter, très ému par cette demande. Hélas, il s’interrompra très vite, tant les souvenirs de sa vie lui deviennent douloureux à raviver.
Dès la préface, il est impitoyable avec lui-même et il répond à ses petits enfants d’une étrange manière. Voici ce qu’il leur confie :
" Quand vous aurez lu le travail que j’entreprends de tout cœur et uniquement pour vous {…}, je le répète – il vous sera permis de vous demander comment un homme qui dès son enfance a donné des preuves indubitables d’organisation musicale a fait une aussi piètre carrière, car ne vous laissez pas subjuguer par ce que vous entendrez dire autour de vous des succès de votre grand-père : ce ne sont que des succès de petit maître, succès locaux qui se sont répétés dans les différentes villes où ma vie de nomade m’a amené à résider, mais qui ne m’ont point permis d’atteindre une vraie réputation ! Voilà pourquoi, mes chers petits-enfants, je n’ai poussé aucun de vous à entrer dans la carrière musicale, carrière difficile, pleine d’embûches, de mirages, et qui met l’artiste en butte à une concurrence redoutable que les autres carrières – à mon avis du moins- ne connaissent pas, car cette concurrence s’étend jusqu’aux morts, Ô pauvres compositeurs… "
Qui donc est ce " petit maître " ? Quels ont été ses " succès locaux " ? Nous ne prétendons pas qu’il égala les grands noms de l’histoire de la musique, mais cette carrière fut riche d’expériences multiples. Excellent violoniste, il sera vivement encouragé par son oncle Martin-Pierre Marsick à composer. Il se consacrera beaucoup ensuite à la pédagogie de l’enseignement musical. Enfin il sera la cheville ouvrière de la renaissance ou de la naissance de nombreux orchestres en tant que chef. Bref une belle carrière …
Alors pourquoi ce jugement amer ? C’est le compositeur qui est amer. Victime d’une mode ? Sans doute. Ses pages les plus intéressantes sont écrites avant 1914. Il appartient à l’école franckiste. Or, à la même période Stravinsky s’impose comme génie musical et son écriture bouleverse, innove. Et Armand Marsick aura beau prétendre que le même Stravinsky est " incapable d’écrire un accord parfait (sic) ", c’est Stravinsky que l’on va jouer ainsi qu’Hindemith, Ravel, Boulez etc.
Il n’est pas le seul à passer à la trappe de l’oubli… il faudra du temps pour qu’enfin on s’aperçoive que tous ces musiciens qui firent l’école française après 1870 ont écrit de très belles pages et méritent de sortir de l’anonymat où on les avait quasi enfermés.

## Enfance
Ce préambule nous a paru nécessaire pour présenter la biographie d’Armand Marsick qui naît le 20 septembre 1877 à Liège en Belgique. Sa naissance est tout un événement. Ses parents Louis et Marie ont déjà quatre filles. Cette naissance les comble … d’autant plus que deux autres filles naîtront ensuite !
La famille est liégeoise depuis le début du XVIIIe siècle. Elle a ses origines en Bohême sans doute. C'est un certain Johannes Marschick qui épouse en 1707 une jeune Liégeoise, Aelid Dodémont et se fixe ainsi dans la principauté liégeoise.
Louis Marsick (1843-1901), père d'Armand, et Martin-Pierre Marsick ont seize frères et sœurs, nés de deux lits. Leur père Pierre-Joseph (1819-1888) était lampiste mais aussi bon violoniste.
Louis et Martin-Pierre seront donc tous deux musiciens, mais Louis se sacrifiera pour permettre à Martin-Pierre de faire sa carrière. Pourtant, il était aussi doué que Martin-Pierre. Médaille de vermeil du concours supérieur de violon du conservatoire de Liège en 1861, il est aussi titulaire d'un premier prix de violoncelle. Sa carrière sera liégeoise. Il occupera le pupitre de 1er Violon à l'opéra Royal de Liège pendant 47 ans où il avait débuté comme caisse roulante à 11 ans ; pendant ce temps, Martin-Pierre mènera une carrière exceptionnelle de virtuose et de professeur au Conservatoire de Paris où il formera Jacques Thibaud, Carl Flesch, Georges Enesco entre autres...
Armand vit donc dans un environnement très particulier... d'autant que sa mère, avant son mariage, était costumière à l'Opéra Royal de Liège.
A cinq ans son père lui offre son premier violon (un quart !) et un archet... aussitôt accrochés au mur de la salle d'étude. Ce n'est qu'à sept ans qu'ils furent décrochés après deux ans de solfège et une première leçon de violon avec son père.
Dès lors ses progrès sont rapides. A dix ans, il entre dans la classe de Desiré Heynberg au Conservatoire Royal de Liège. Il étudie aussi le piano avec J. Lebert et la musique de chambre avec R. Massart ainsi que ses premières leçons de composition avec Sylvain Dupuis. En 1897, il obtient à dix-neuf ans la médaille de vermeil du concours supérieur de violon, la même que celle obtenue par son père.

## Compositeur
Mais Armand compose dès neuf ou dix ans. Il rapporte dans ses mémoires que dès l'école primaire, son instituteur le surprit en train de composer... alors qu'il avait été mis à la porte de la classe. À la même époque, il compose une romance pour violon et soprano... mais personne ne croit qu'il en est l'auteur. Il en est très mortifié : "Devrait-on jamais faire de pareilles réflexions devant un enfant ? Écrivit-il. Devrait-on jamais mettre en doute son travail ? (...) C'est verser la première goutte de pessimisme dans le cœur d'un enfant."
Armand est foncièrement honnête et droit. Incapable de calculs. Incorruptible, c'est un travailleur infatigable. Il est aussi très attaché à sa famille et respecte profondément ses parents. Dès qu'il sait écrire, il leur adresse chaque année des vœux charmants. Plus tard, alors qu'il est à Paris, il écrit des dizaines de cartes à sa sœur Berthe. Il rentre à Liège chaque année, d'où qu'il soit, pour embrasser ses sœurs, oncles, tantes, cousins, cousines...
Et, à la fin de sa vie, à partir de 1943, il sera le plus merveilleux des grands-pères, doué d'une patience inouïe, lui qui n'en avait guère, fût-ce avec des ministres.
Sa première composition « officielle » sera une Pensée Religieuse en 1894, dédiée à sa sœur Berthe, la cadette de la famille. Puis, en 1895, un Adagio Pathétique pour violon et orchestre et en 1896, une « Cantate à deux voix pour filles et garçons », intitulée À la science. Ce titre n'a rien d'étonnant car il s'est toujours passionné pour les innovations techniques. Combien de fois n'a-t-il pas raconté le vol des frères Wright dont il vit les démonstrations au Champ de Mars ? Pour un Noël 1956 (ou 1957) son fils Paul-Louis ne put lui faire plus grand plaisir que de lui offrir une "Histoire des Sciences et des Techniques" de Pierre Rousseau.
En 1897, il quitte Liège pour Nancy où il est nommé premier violon au Théâtre et à l'Orchestre du conservatoire. Il suit les cours de composition de Guy Ropartz.
Mais Armand Marsick se produit aussi comme soliste, au Havre notamment où on lui prédit une belle carrière d'instrumentiste. Puis il arrive à Paris où il restera dix ans. La première soirée se passe chez son oncle Martin-Pierre : elle mérite d'être décrite.
Martin-Pierre est au faîte de sa gloire, on le considère comme l'un des plus grands violonistes et en tout cas comme le meilleur professeur de violon. Ce n'est pas rien ! Armand, dans une lettre à ses parents du 2 juin 1898, raconte par le menu cette visite : comment son oncle critique la manière dont est monté son violon (Sylvestre le répare dès le lendemain et le "monte à la Marsick, c'est-à-dire excessivement dur") Armand ne sait rien... mais ce "rien" ne devait pas être si mal car Martin-Pierre lui confiera de nombreuses leçons particulières et le recommandera du mieux qu'il put. Toujours ce soir là, Martin-Pierre entend les premières compositions d'Armand. "Oui, dit Martin-Pierre d'une voix grave, oui il y a un Marsick qui joue admirablement du violon mais il n'en faut pas deux ! Travaille la composition, tu as tout ce qu'il faut pour réussir ! ... ces paroles, ajoute Armand, jamais je ne les oublierai ! " Ce qui n'empêche pas Martin-Pierre de lui confier dans le même instant son AMATI qu'il n'avait jamais prêté à personne, le temps d'exécuter quelques morceaux ! Quelle séance ! Les voilà en tout cas, définitivement liés ; Armand aura une immense reconnaissance pour son oncle et celui-ci débordera d'affection pour son neveu. En 1923, seuls des problèmes de santé graves retiennent Martin-Pierre d'aller travailler à la naissance du conservatoire de Bilbao avec son neveu.
Ainsi, grâce à son oncle, Armand entre de plain-pied sur la scène musicale parisienne. Tout en suivant les cours de Charles Lenepveu et de Vincent d'Indy au conservatoire, il devient immédiatement premier violon aux Concerts Colonne et premier violon à l'Opéra-Comique, fonction rarement confiée à un étranger. C'est à ce pupitre qu'il crée "La Mer" sous la direction de Claude Debussy lui-même.
Cette période est aussi la plus féconde et Armand compose alors ses plus belles pages : la sonate pour violon et piano, en 1900, Stèle Funéraire à la mémoire de son père (1902), La Jane première œuvre lyrique, Improvisation et Final pour violoncelle et orchestre, une œuvre passionnée, de nombreuses mélodies, La Source (1908), Les Scènes de Montagne, achevées plus tard en Grèce... 
Il concourt en 1906 pour le Prix de Rome, mais il ne l'obtient pas.
Terriblement déçu, il a le sentiment d'une injustice. Aussi, fin 1908, il s'embarque pour Athènes car, sur la recommandation d'Édouard Colonne, il vient d'être nommé chef de l'orchestre symphonique et professeur au conservatoire d'Athènes. Tout est à construire sur le plan musical à Athènes. Déjà G. Nazos a entrepris de profondes réformes. Armand Marsick les complètera savamment dans les classes de solfège, d'harmonie et de contrepoint en s'inspirant de l'organisation des conservatoires de Paris et de Bruxelles. 
En 1909, il est nommé « Éphore » des études supérieures de l'Odéon. Parmi ses élèves citons G. Sklavos et surtout Dimitri Mitropoulos, le futur chef de l'orchestre de Minneapolis, qu'Armand Marsick forma complètement. « Mitraki » sera pourtant bien ingrat avec son maître ... mais ceci est une autre histoire... En 1913, Armand Marsick étudiera aussi l'organisation des conservatoires en Italie et en Allemagne.
Entre-temps, il épouse Paola Sampieri à Rome le 7 octobre 1910.
Pour elle et pour cette cérémonie, il compose une très émouvante œuvre pour orgue : "Poème Nuptial". C'est Monsieur de Veroli qui la crée aux grandes orgues de Saint-Ignace ce 7 octobre 1910.

## Rome
C'est une ville étape pour aller à Athènes par Brindisi. Martin-Pierre, encore lui, avait dit à son neveu : "Si tu passes par Rome, arrête-toi chez les Sampieri, ce sont d'excellents amis". Martin-Pierre est en effet le parrain de Paola, leur fille.
Une autre famille les Sampieri ! et quelle famille ! Francesco Sampieri, citoyen Romain, a participé activement au Risorgimento. Réfugié politique à Paris, il a bénéficié de l'amitié d'un camarade de classe, Giuseppe Napoléon Bonaparte, frère de Napoléon III, pour devenir directeur du service des catalogues de la Bibliothèque Impériale. En même temps, il est devenu secrétaire du prince Demidoff et sauvera son hôtel particulier durant la Commune. Professeur d'italien au collège Philotechnique, il aura pour élève particulière, Edma Breton, jeune chanteuse au grand talent. Elle vient d'obtenir une 2e prix de chant à 17 ans au Conservatoire de Paris en 1875. Elle a souvent chanté avec Martin-Pierre Marsick, Taffanel et son professeur Roger. Elle cherche à perfectionner son italien. On lui recommande Sampieri... qui a 53 ans. Les leçons se muent rapidement en duo d'amour. Il se marient et Paola naît en 1877 à Paris. Sampieri est depuis la prise de Rome, correspondant du journal "L'Opinione" à Paris. Il est Italien... et prend parti pour la Triplice. Les Bonaparte ne sont plus là pour le protéger... et il est déclaré "persona non grata" ! La famille rentre à Rome où Paola deviendra demoiselle d'honneur de la Reine d'Italie Marguerite de Savoie.
Aussi, lorsqu'Armand arrive au 17, Lungo Tevere Mellini, il est quelque peu intimidé par la grande porte cochère ... et sonne à un portillon sur le côté. C'est Paola qui lui ouvre la porte de son atelier de peinture ! Coup de foudre ! Et le futur beau-père a beau tonitruer qu'Armand est "le serpent qui s'est introduit dans la maison", ils se marient. Ils formeront un couple merveilleux. Paola est aux pieds de son Armand, et il déborde d'amour pour elle. En 1958, à la mort de Paola, il errera sans fin pour mourir de chagrin sept mois plus tard... il n'avait rien... si ! Tout ! ... Une peine immense.

## Grèce
Avec elle, il va découvrir la Grèce. Paola est l'exemple même de l'intelligence et du raffinement. Ah ! la Grèce ! Que de fois n'a-t-elle pas soupiré en parlant de LEUR ciel de Grèce ! Que de récits sans cesse répétés ! Ses petits-enfants connaissent par cœur son récit de la visite des Météores à Cheval ! Ce furent les plus belles années de Paola et d'Armand !
Avec le directeur du conservatoire G.N. Nazos et un collègue, Armand note les airs folkloriques. Il visite en leur compagnie la Grèce et les Îles de la mer Égée. Il harmonisera les chants et les plubiera plus tard à Athènes. Ils inspireront les "Tableaux Grecs" (1912) composés entre Le Pirée et Brindisi, sous le ciel étoilé d'une nuit d'été.
-En 1914, Armand Marsick achève un autre Opéra "Lara" et en 1915, il commence "L'anneau Nuptial", son dernier drame lyrique, terminé en 1924 à Bilbao.
-Parallèlement à ce travail de composition, Armand Marsick dirige des dizaines de concerts qui connaissent un immense succès. Le dernier fait marquant de cette période Grecque est le festival Saint-Saëns en 1920. 
Âgé de 85 ans, Saint-Saëns se rend à ce festival qui se déroule entre le Théâtre Municipal et le Théâtre d'Hérode Atticus au pied de l'Acropole. Une très belle lettre de Saint-Saëns adressée à Armand Marsick dit toute l'émotion du maître.

## Bilbao
Mais la guerre gréco-turque rend le climat politique très malsain. La famille Marsick quitte la Grèce (Paul-Louis leur fils est né en 1916). Le cosmopolitisme familial ne fait que s'accentuer en prenant pied en Espagne. Armand vient d'être nommé premier directeur du nouveau conservatoire de Bilbao.
Entré en fonction le 25 février 1922, il dirige le 8 mars le premier concert de l'orchestre qu'il vient de former : c'est l'Orchestra Sinfonica actuel de Bilbao. la famille reste à Bilbao jusqu'en 1927. L'Espagne n'est pas la Grèce et Bilbao, très humide et pluvieux, est un triste port industriel. Paola commence à regretter le ciel de Grèce. Armand se consacre entièrement au conservatoire et à l'orchestre. Il fait découvrir la musique française aux Espagnols. Les concerts se jouent à guichet fermé sur abonnement. De nombreux artistes se produisent alors à Bilbao.

## Liège
Après trente ans d'absence exactement, Armand Marsick rentre en Belgique où il est nommé aussitôt professeur d'harmonie au Conservatoire royal de Liège (1927-1942). Il crée l' "Association des Concerts Populaires Liégeois", plus connus sous le nom de "Concerts Marsick" (1927-1939). En 1933 une grande manifestation a lieu à Jupille (commune de la banlieue liégeoise) où une plaque commémorative est inaugurée sur la maison natale de Martin-Pierre Marsick. Armand dirige le concert avec notamment, le triple concerto de Vivaldi interprété par Carl Flesch, Thibaud et Enesco. En 1938, il a la grande joie de retourner en Grèce où il dirige "Son" orchestre au théâtre Olympia, le temps d'une soirée d'hommage.
L'exposition de l'Eau à Liège en 1939 marque la fin des concerts liégeois. Il dirige à Bruxelles les "Concerts Marsick" de 1942 à 1945.
Son retour en Belgique avait été marqué également par de nouvelles compositions : "Cadence et Danse orientale" (1929), "Tableaux de voyage" (1937) et "Loustics en fête" (1939). Dix ans plus tard, il écrira ses dernières œuvres : un "Quatuor pour cors" et "Trois morceaux symphoniques".

## Soignes
Dès lors, après la guerre, il partage son temps entre la présidence de jurys... et sa nouvelle vocation de grand-père. Marcheur infatigable, il entraine ses petits enfants en forêt de Soignes (sud-est de Bruxelles où il réside depuis 1927), et les jours de pluie, dans tous les musées, en particulier le Musée d'Art et d'Histoire du Cinquantenaire, tout près de chez lui. Mais avec eux, ce sont aussi le théâtre, les concerts, l'opéra... comment ne pas s'en souvenir avec émotion !!! même si Armand Marsick invective copieusement les acteurs s'il les juge médiocres ... à la grande honte du petit-fils qui l'accompagne et qui ne sait plus où se mettre ! Paola le suit partout et Armand est attentif à mille détails.
De cette période bénie, il reste l'un des derniers concerts de Jacques Thibaud en Belgique sous sa direction et les festivités organisées à Bruxelles pour ses 80 ans en 1957.
La nuit de sa mort, il chante une dernière fois tous ses opéras pour rendre le dernier soupir au petit matin du 30 avril 1959. Le premier mai, son fils Paul-Louis, exécutait "Les Tableaux Grecs" avec l'Orchestre National de Belgique. 10 ans plus tard, jour pour jour, Paul-Louis s'éteignait à son tour. Étrange coïncidence !

## Distinction
- Officier de l'ordre de Léopold (en 1948).

## Source
- Cet article contient tout ou partie d'un document provenant du site perso.wanadoo.fr/armand.marsick